# Unión de Tula
Unión de Tula là một đô thị thuộc bang Jalisco, México. Năm 2005, dân số của đô thị này là 13133 người.